# Dysphorie de genre
 Mise en garde médicale
La dysphorie de genre constitue à la fois une condition associée aux personnes transgenres et le nom d'un diagnostic médical. Le terme est proposé pour la première fois en 1973 en alternative à la rigidité des critères de diagnostic de la typologie du transsexualisme « classique » décrite par le sexologue Harry Benjamin. Dès son origine, la dysphorie de genre décrit le malaise persistant ressenti par les personnes transgenres vis-à-vis de leurs caractéristiques sexuelles et leur genre assigné, alimentant un désir intense et durable de changer ces derniers.
En 1980, la troisième édition du très influent manuel diagnostic (DSM) de l'Association américaine de psychiatrie (APA) inclut deux diagnostics ayant pour base une incongruence de genre entre le sexe de naissance et l'identité de genre : le transsexualisme pour les adultes et trouble de l'identité de genre pour les enfants. En 1994, la quatrième édition du DSM fusionne les diagnostics précédents en celui de troubles de l'identité de genre, qui s'applique alors tant aux adultes, adolescents qu'aux enfants.
Dans la cinquième édition du DSM en 2013, le terme de trouble est remplacé par la notion de dysphorie, qui devient une catégorie diagnostique à part déclinée en trois versions pour les enfants, adolescents et adultes. Ce changement reflète l'évolution de la terminologie clinique ainsi que la volonté de l'APA de réduire le stigma associé à la condition. Cette dernière version met en outre l'accent sur la détresse significative provoquée par la dysphorie de genre et sur le fait que celle-ci ne constitue pas un trouble mental. La dépathologisation de la condition se poursuit avec la publication en juin 2018 de la version 11 de la classification médicale de l'OMS, qui catégorise l'incongruence de genre parmi les affections liées à la santé sexuelle,.
La prévalence de la dysphorie de genre varie selon les définitions, les pays et le sexe de naissance. En 2012, elle était évaluée entre 0,002 et 0,014 % et entre 0,5215 et 0,2562 % en 2016. Si dans le passé la majorité des personnes souffrant de dysphorie de genre étaient assignées hommes à la naissance, la tendance s'est graduellement inversée depuis vingt ans. Aujourd'hui, les personnes assignées femmes à la naissance constituent plus de la majorité des diagnostics de dysphorie de genre (ratio de 13:10).

## Diagnostic
Selon la 4e version du manuel diagnostique et statistique des troubles mentaux (DSM IV), les symptômes incluent l'identification intense et persistante à l'autre genre, le sentiment persistant d'inconfort par rapport à son sexe ou sentiment d'inadéquation par rapport à l'identité de genre correspondante. L'affection est à l'origine d'une souffrance cliniquement significative causant une altération des fonctionnements sociaux, professionnels ou d'autres domaines importants.
L'Association américaine de psychiatrie permet un diagnostic de dysphorie de genre si les critères dans le DSM-5 sont rencontrés. Le DSM-5 a déplacé ce diagnostic de la catégorie des troubles sexuels vers une catégorie à part.
En France, en suivant les recommandations internationales en vigueur, la Haute Autorité de santé ainsi que les lignes directrices de l'Association professionnelle mondiale pour la santé des personnes transgenres, la Société française d'études et de prise en charge de la transidentité demande une durée d'évaluation moyenne de 2 ans pour les personnes transidentitaires, afin d'écarter tout facteur pronostic négatif et cibler au mieux les points de fragilité psychologique et assurer un suivi adapté.
Le DSM-5 établit qu'au moins deux des critères pour la dysphorie de genre doivent être connus dans les 6 derniers mois chez l'adolescent ou l'adulte concerné pour obtenir ce diagnostic, ainsi qu'une détresse significative ou une altération du fonctionnement social.
Le diagnostic initial de « trouble de l'identité de genre » a été renommé « dysphorie de genre » après les critiques faites concernant la stigmatisation inhérente au premier. Le sous-typage par l'orientation sexuelle a été supprimé. Le diagnostic pour les enfants a été séparé de celui des adultes en dysphorie de genre chez les enfants. Les critères d'un diagnostic spécifique pour les enfants reflètent la moindre capacité des enfants à comprendre ce qu'ils vivent, ou la capacité de l'exprimer dans le cas où ils en ont un aperçu.
La Classification internationale des maladies liste trois critères diagnostiques pour le transsexualisme (F64.0) : l'incertitude quant à l'identité sexuelle qui cause de l'anxiété ou du stress est diagnostiquée comme trouble de la maturation sexuelle, selon la CIM-10.

### Signes et symptômes

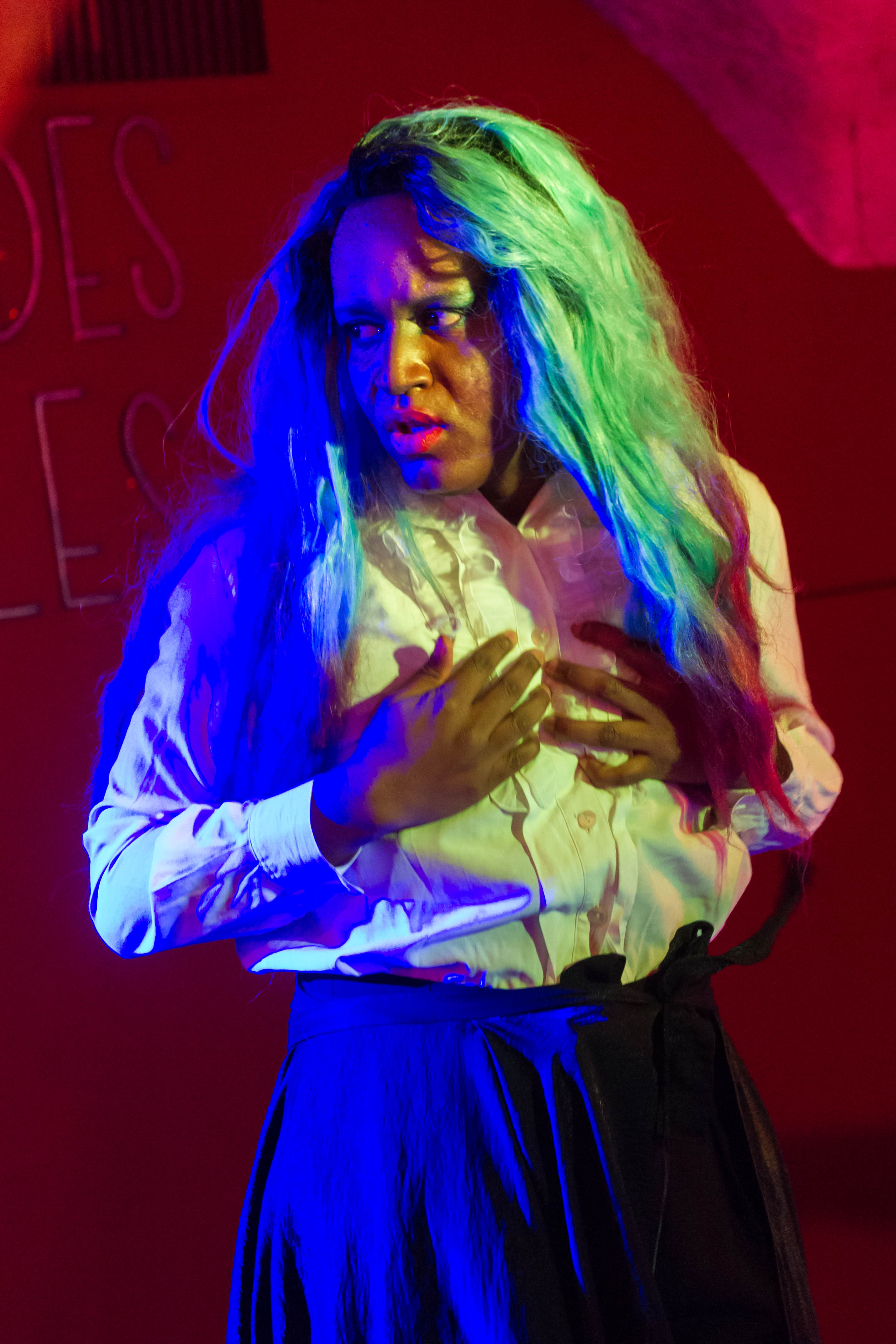
Drag show de Medea Potentia dans lequel elle représente la dysphorie de genre, Paris, 2023.

Les symptômes de la dysphorie de genre chez les enfants peuvent inclure le dégoût de leurs parties génitales, l'isolement social des autres enfants, l'anxiété, la solitude, la dépression voire des tentatives de suicide.
Selon l'Association américaine de psychologie, les mineurs transgenres sont plus susceptibles d'être victimes de harcèlement et de violence à l'école, d'être placés ou accueillis en famille d'accueil ou dans des centres pour sans-logis, et de faire face à, ou d'être légalement reconnus par le système de justice dédié aux mineurs, que les autres mineurs.
Les adultes dysphoriques de genre sont exposés à un risque accru de stress, d'isolement, d'anxiété, de dépression, de mauvaise estime de soi et de suicide.

## Gestion de la dysphorie de genre
Les personnes trans peuvent réaliser une transition de genre, qui revêt de multiples aspects. Les principales approches psychiatriques pour le traitement des personnes diagnostiquées dysphoriques de genre sont psychothérapeutiques lorsque celles-ci le souhaitent et celles soutenant le genre réel de la personne à travers le traitement hormonal, l'expression de genre ou de rôle, ou des recours chirurgicaux si nécessaire. 

### Chez les pré-adolescents
Les professionnels qui traitent la dysphorie de genre chez les enfants ont commencé à prescrire des hormones, connues sous le nom de bloqueur de puberté, pour retarder le début de la puberté jusqu'à ce que l'enfant soit assez âgé pour prendre une décision éclairée sur un traitement hormonal.

### Traitements psychologiques
Jusque dans les années 1970, la psychothérapie était le traitement principal de la dysphorie de genre et visait généralement à aider la personne à s'adapter aux caractéristiques sexuelles physiques cohérentes avec le sexe de naissance.[réf. nécessaire] La psychothérapie est une interaction thérapeutique qui vise à traiter un problème psychologique. Bien que certains cliniciens utilisent encore seulement la psychothérapie pour traiter la dysphorie de genre, elle peut maintenant être utilisée en plus des interventions biologiques comme un accompagnement ou un soutien en parallèle de la transition physique.
Le traitement psychothérapeutique de la dysphorie de genre consiste à aider le patient à s'adapter à l'incohérence de son genre, ou à l'aider à identifier la présence d'autres problèmes de santé mentale.
Tenter de résoudre la dysphorie de genre en changeant l'identité de genre du patient pour la conformer à son sexe assigné est inefficace et est considéré comme une thérapie de conversion par la plupart des organisations de santé.

### Traitements biologiques
Les traitements biologiques altèrent physiquement les caractères sexuels primaires et secondaires pour réduire l'écart entre l'aspect corporel physique d'une personne et son identité de genre.
L'hormonosubstitution et la chirurgie de réattribution sexuelle sont des méthodes de traitement qui permettent d'assurer à une personne transgenre, si elle le souhaite, une transition dite "physique" (contrairement à une transition uniquement sociale qui n'implique pas de changements morphologiques).[réf. nécessaire]. Le niveau global de satisfaction des patients vis-à-vis du traitement biologique est variable. Une revue de la littérature datant de 2010 met en garde contre le manque de méthodologie et la présence de biais chez les études mesurant l'amélioration du niveau de vie après traitements biologiques. Elle insiste sur l'équilibre entre améliorations et dangers de ces thérapies en l'absence, pour l'instant, de certitude.
Des cas de détransition sont parfois observés, mais contrairement aux idées reçues, ces derniers sont généralement causés par des complications liées à l'environnement de la personne (pression des proches, discrimination…) plutôt qu'une mauvaise évaluation de son identité de genre. Les personnes effectuant une détransition représentent une minorité des personnes transgenres.
Il n'y a pas de consensus de la communauté médicale concernant l'utilisation de traitements hormonaux pour des patients mineurs. Une étude du Lancet, faite au Pays-bas et publiée en 2022, montre que 98% des mineurs sous traitements hormonaux continuent leurs traitements à l'âge adulte. Depuis mai 2021, l'hôpital suédois Karolinska — qui sélectionne les lauréats du prix Nobel de médecine — considère le traitement hormonal des patients mineurs souffrant de dysphorie de genre comme expérimental, et refuse de traiter de nouveaux cas (hors circonstances exceptionnelles justifiant un traitement non standard), suivi en février 2022 par le reste de la Suède. En France, la prise de traitements hormonaux avant la majorité se fait avec l'accord des parents, après un suivi du mineur ainsi qu'une réunion de concertation pluridisciplinaire qui associe psychiatres, psychologues, endocrinologues et juristes.

## Histoire et évolutions terminologiques
La notion de dysphorie de genre est intimement liée aux travaux du sexologue américain Harry Benjamin sur le transsexualisme. Celui-ci publie en 1966 The Transsexual Phenonemon, dans lequel il décrit la condition comme un trouble psychique pouvant s'atténuer ou se résorber par un traitement hormonal et des interventions chirurgicales. Les travaux de Benjamin suscitent immédiatement de l'intérêt pour la condition et participent à l'essor de multiples programmes de réassignation sexuelle aux États-Unis. Un de ces programmes est ouvert en 1968 au Centre médical universitaire de Stanford sous la conduite du psychiatre Norman Fisk et du chirurgien Donald Laub.
Dès son ouverture, le programme de réorientation de genre de Stanford se retrouve « inondé » par les demandes de traitement. Par défaut, les admissions dans le programme sont réservées aux « vrais transsexuel·le·s » décrits dans la typologie de Benjamin. L'évaluation des candidat·e·s trouble Fisk, car leurs profils paraissent trop semblables et leurs histoires travaillées. Après enquête, il apparait que les candidat·e·s ajustent intentionnellement leurs récits pour correspondre au critères du « transsexualisme classique » et ainsi accroître leur chance d'être admis dans le programme.
Ces circonstances confrontent Fisk et son équipe aux limitations du diagnostic de « vrai transsexuel·le ». Ce dernier incite les candidat·e·s à ajuster leurs histoires et exclut une partie des requérant·e·s du programme (ce qui provoque une grande souffrance). Cette situation amène Fisk à considérer les critères de diagnostic établis par Benjamin comme trop rigides et irréalistes. En réponse, il entreprend le développement entre 1970 et 1971 d'une approche originale basée sur ses observations cliniques et reflétant la diversité de la condition. Dans cette perspective, il trouve dans le terme de dysphorie le qualificatif idéal pour décrire l'insatisfaction, le malaise, l'agitation et l'anxiété ressentis par ses patient·e·s par rapport à leurs caractéristiques sexuelles de naissance et leur assignation de genre. Il nomme la condition correspondante syndrome de la dysphorie de genre, celle-ci étant accompagnée du désir soutenu et persistant de changer de caractéristiques sexuelles et de genre,,.
Par rapport à la typologie de Benjamin, le syndrome de la dysphorie de genre est plus flexible et opérant. Il rend compte d'une plus grande variété de profils et surtout de la souffrance occasionnée par la condition. Il permet aux patient·e·s de se projeter dans un parcours médical sans devoir immédiatement souscrire immédiatement à une opération de changement de sexe (dont il faut rappeler la nature expérimentale à l'époque). En outre, le syndrome de la dysphorie de genre est associé à une bien meilleure satisfaction des clinicien·ne·s et des patient·e·s. Le syndrome est adopté officiellement comme outil diagnostic par le Centre médical universitaire de Stanford,,.
En 1973, Fisk et Laub partagent cette proposition de nouveau diagnostic lors d'un symposium international sur la question. Le syndrome de la dysphorie de genre est bien reçu chez les professionnels et est rapidement repris dans la littérature, notamment pour préciser les critères de diagnostic. En 1979, le terme dysphorie de genre est adopté comme diagnostic de référence de l'Association professionnelle mondiale pour la santé des personnes transgenres dans sa première édition des standards de soin des personnes transgenres. En 1980, l'Association américaine de psychiatrie (APA) intègre le diagnostic de transsexualisme dans la troisième édition de son influent manuel diagnostique (DSM) mais avec une définition et des critères proches de ceux développés par Fisk. En 1994, la quatrième édition du DSM renomme la condition trouble de l'identité sexuelle.
La publication de la cinquième édition du DSM en 2013 signale la dépathologisation de la condition, après qu'elle a été considérée comme un trouble (psychosexuel, de l'identité, etc.) pendant plus de soixante ans. Elle est simplement renommée dysphorie de genre, en insistant sur l'importante détresse que génère cette dernière,. Cette requalification est soutenue par un ensemble de personnes concernées et de spécialistes de la condition. En effet, la précédente dénomination de trouble de l'identité associait la variance de genre à un trouble mental, renforcait le modèle binaire du genre et alimentait la stigmatisation des personnes transgenres. La cinquième édition du DSM précise en outre que si la dysphorie peut constituer un trouble, l'incongruence de genre (donc l'identité de genre de la personne) n'en est pas un.
En France, la dysphorie de genre n'est plus classée dans la nomenclature de la Sécurité sociale dans le chapitre des troubles de la personnalité ouvrant droit à une prise en charge en Maladie de longue durée depuis février 2010. Une prise en charge à 100 % des frais liés à une transition de genre est possible en utilisant le diagnostic « Transidentité » dans la demande (ALD 31).

## Recherches
En 2016, s'il existe des pistes d'explication (par exemple celles du développement cérébral et hormonal fœtal) les causes de la dysphorie de genre restent inconnues.
Une étude de jumeaux basée sur un échantillon de 314 enfants de 4 à 17 ans a suggéré que la présence de comportements pouvant évoquer un trouble de l'identité de genre[Lesquels ?], tels qu'évalués par les parents[Comment ?], avait une héritabilité de 62 %, indiquant la possibilité d'une influence génétique ou prénatale comme origine,.
Dès les années 2000, plusieurs études ont constaté une surreprésentation statistique de personnes présentant un trouble du spectre autistique parmi les personnes souffrant de dysphorie de genre,,,,, malgré la difficulté à constituer des échantillons représentatifs et à mesurer précisément ces phénomènes. En août 2020 est publiée la première étude à large échelle, mobilisant des données sur plus de 600 000 personnes, qui confirme une forte corrélation au-delà des échantillons cliniques précédemment étudiés : la prévalence des troubles autistiques chez les personnes transgenres est estimée 3 à 6 fois supérieure à la population générale. Si le lien semble clairement établi, sa nature et les causes sous-jacentes restent toutefois mal comprises.

### Vidéographie
- Sébastien Lifshitz, Petite Fille, documentaire de 83 minutes sur la dysphorie de genre, Arte, 2020
- [vidéo] « La dysphorie de genre expliquée par le Dr Thierry Gallarda », sur YouTube, extrait de La dysphorie de genre : un entretien avec Thierry Gallarda, le 3 août 2016

### Radio
- « La dysphorie de genre » avec Serge Hefez sur France Inter, le 10 janvier 2018